# Chiesa di San Nicolò Vescovo (Fiume Veneto)
La chiesa arcipretale di San Nicolò Vescovo è la parrocchiale di Fiume Veneto, in provincia di Pordenone e diocesi di Concordia-Pordenone; fa parte della forania di Azzano Decimo.

## Storia
La primitiva chiesa di Fiume fu costruita nel 1401 ed era, anticamente, filiale della pieve di Pescincanna, sulla quale avevano influenza i monaci dell'abbazia di Santa Maria di Sesto al Reghena. Questa chiesa fu eretta a parrocchiale intorno al 1720. Quella attuale venne costruita tra il 1875 ed il 1878 e consacrata l'8 dicembre di quello stesso anno dal vescovo di Concordia Pietro Cappellari; la torre campanaria, seppur ristrutturata, è ancora quella originaria . Negli anni seguenti la chiesa venne abbellita e decorata. Il 29 agosto 1965 i capifamiglia del paese rinunziarono al diritto di eleggere del parroco e la chiesa venne dichiarata arcipretale; ciononostante continuò a vigere il patronato di una nobildonna, tale Jeanne Pisenti contessa Ricchieri di Sedrano.